# Henri Gielen
Marie Albert Henri Louis Gielen (Bilzen, 20 november 1849 - Brussel, 24 februari 1921) was een Belgisch volksvertegenwoordiger.

## Levensloop
Gielen behoorde tot een notabele familie in Bilzen, waar ook de notaris een Gielen was. Hij was een zoon van vrederechter (1829) Henri Gielen (1803-1869) en van Désirée de Grady de Croenendael. Een oudere broer was Karel Gielen (1847-1926), die bestendig afgevaardigde van Limburg en waarnemend gouverneur werd. Henri trouwde met Amélie Gomes Leite de Carvalho, de oudste dochter van Joaquim_Gomes_Leite_de_Carvalho.
In 1898 werd hij verkozen tot katholiek volksvertegenwoordiger voor het arrondissement Tongeren en vervulde dit mandaat tot in 1904. Tweedracht binnen het katholieke kamp maakte dat hij in 1904 als zelfstandige opkwam en verkozen werd. In 1908 kwam hij opnieuw als zelfstandige op en werd ditmaal niet verkozen. Nadat verzoening was opgetreden, stond hij in 1912 opnieuw op de lijst van de katholieke partij en werd hij verkozen. Hij oefende het mandaat uit tot in 1921.